# 노지마촌
노지마촌(野島村)은 효고현 쓰나군에 있던 촌이다. 현재의 아와지시에 해당한다.

## 역사
- 1892년 4월 1일 - 니이촌의 일부(노지마촌, 도키와촌), 이와야정의 일부가 분립해, 쓰나군 노지마촌이 성립하였다.
- 1955년 3월 22일 - 이쿠와촌, 도시마정, 아사노촌, 니이촌, 무로쓰촌과 합병해 호쿠단정이 성립, 동일 노지마촌은 폐지되었다.

## 참고문헌
- 角川日本地名大辞典 28 兵庫県